# Yvert et Tellier
«Иве́р и Телье́» (фр. Yvert et Tellier) — филателистический дилер, филателистическое издательство, основанное в 1895 году в северном французском городе Амьене, где по-прежнему находится головной офис компании. Выпускает одноимённый каталог почтовых марок франкоязычных стран. Компания до сих пор принадлежит семье Ивер.

## Логотип
Логотип «Ивер и Телье» представляет собой круг, разделённый на изображение снежинки и улыбающегося солнца. В логотипе обыгрывается название компании: «hiver, été liés» («зима, лето вместе») звучит очень похоже на произношение на французском языке слов «Yvert et Tellier».

## Продукция компании
Полиграфическая фирма «Ивер и Телье» хорошо известна филателистам всего мира. Её типографии расположены в Амьене. Главным продуктом компании «Ивер и Телье» является каталог марок, который служит справочным пособием по почтовым маркам Франции, Андорры, Монако и бывших французских колоний, а также всех стран мира.
Во Франции это одно из самых важных филателистических издательств, наряду с «Церес» (Cérès) и «Дале» (Dallay).

## История компании

### XIX век
Начало семейной компании было положено Эженом Ивером, переехавшим в Амьен, чтобы в 1831 году основать газету легитимистов «L'Écho de la Somme» и открыть типографию для её печатания. В 1890-е годы типография семьи Ивер принадлежала внуку её основателя, Луи Иверу, и её главному печатнику Теодулю Телье. Телье управлял компанией после преждевременной смерти своего отца. Однако Луи не нравилось отвечать за газету легитимистов. В 1895 году Луи Ивер и Теодуль Телье решили переключиться на филателию. Луи познакомился с коллекционированием марок благодаря Телье, который был филателистом и уже добавил небольшую филателистическую газету «L'Écho de la timbrologie» («Эхо тэмбрологии») к списку газет, издаваемых компанией.
В 1895 году компания стала заниматься изданием книг по филателии, а с ноября 1896 года — всемирного каталога почтовых марок и альбома для марок.

### XX век
В 1900 году компания «Ивер и Телье» стала сотрудничать с парижским филателистическим дилером Теодором Шампионом, торговавшим негашёными марками разных стран мира. Он устанавливал цены на марки, продаваемые компанией. После смерти Шампиона в 1955 году его компанию купили Пьер Ивер и братья Ладислас и Александр Варга, и новая фирма продолжила определять цены для каталога «Ивер и Телье».
В апреле 1913 года Телье продал свою долю в компании Луи Иверу из-за утраты своего младшего внука. В знак их дружбы Ивер решил продолжать издание каталога под названием «Ивер и Телье».
В 1920-е и 1930-е годы Ивер подготовил своих двух сыновей и зятя к управлению фирмой. Анри руководил типографией, его брат Пьер управлял газетой «L'Écho de la timbrologie», а Жан Жервэ (Jean Gervais) занимался издательскими делами.
С 1990-х годов руководство компанией осуществляют два внука Пьера Ивера и Жана Жервэ.

### XXI век
С 2001 года появление каталога «Дале» впечатлило французских филателистов более крупными изображениями марок и сведениями, которых не найти в каталогах «Ивер и Телье» (фамилия художника/гравёра, первый день выпуска, использование и т. п.). «Ивер» ведёт борьбу на двух фронтах: он успешно отстоял права на свою систему нумерации и предоставляет бесплатный CD-ROM с каталогом почтовых марок Франции.
Тем не менее, в марте 2005 года по настоянию французского Совета по конкуренции «Ивер» согласился продать право использования номеров марок «Ивера» другим издательствам.
В июне 2006 года компания «Ивер и Телье» опубликовала новый каталог французских марок — более дешёвое издание карманного формата с указанием только изображений и цен, и такой же вариант каталога предложило второе по величине филателистическое издательство Франции «Церес».

## Генеалогиясемьи Ивер
Типографией «Ивер» и издательством «Ивер и Телье» в основном руководили члены семьи Ивер. В приводимом ниже фамильном древе указаны лица, которые управляли обеими компаниями с момента их основания в XIX веке:
```
Эжен Ивер (
Eugène Yvert
) (ок. 1794—1878), 
журналист
 газеты легитимистов, учредитель типографии в Амьене

│
└──> 
Анри Ивер (
Henry Yvert
)
[фр.]
 (ум. 1885), 
владелец компании после 1870 года, также журналист газеты легитимистов

     │
     └──> Луи Ивер (
Louis Yvert
) (1866—1950), 
соучредитель каталога «Ивер и Телье» вместе с Теодулем Телье

          │
          ├──> Анри Ивер (
Henri Yvert
) (ум. 1956), 
управляющий типографией

          │    
          │
          ├──> Жанна Ивер (
Jeanne Yvert
),
          │    
вышла замуж за Жана Жервэ (
Jean Gervais
) (ум. 1974), 
врач
-
терапевт
, затем управляющий издательством

          │    │
          │    └──> Жак Жервэ (
Jacques Gervais
) (1924—2007), 
президент и 
генеральный директор
 «Ивер и Телье»

          │         │
          │         └──> Бену Жервэ (
Benoît Gervais
), 
сменил отца в 1993 году
[
3
]

          │
          └──> 
Пьер Ивер (
Pierre Yvert
)
[англ.]
 (1900—1964), 
управляющий журналом 
«L'Écho de la timbrologie»

               │
               └──> Жан Ивер (
Jean Yvert
) (1924—2007)
[
4
]
, 
сменил отца на посту управляющего типографией

                    │
                    └──> Кристоф Ивер (
Christophe Yvert
), 
управляющий типографией
[
5
]
```